# Alexander Shtanko
Alexander Alekseevich Shtanko (en ruso: Александр Алексеевич Штанько, 25 de octubre de 1988, Alma Ata, RSS de Kazajistán, URSS) es un abogado ruso, Embajador de Paz de la ONU UPF. Fundador y director de la empresa «Advokat» (en ruso: Адвокатъ).

## Biografía

### Primeros años

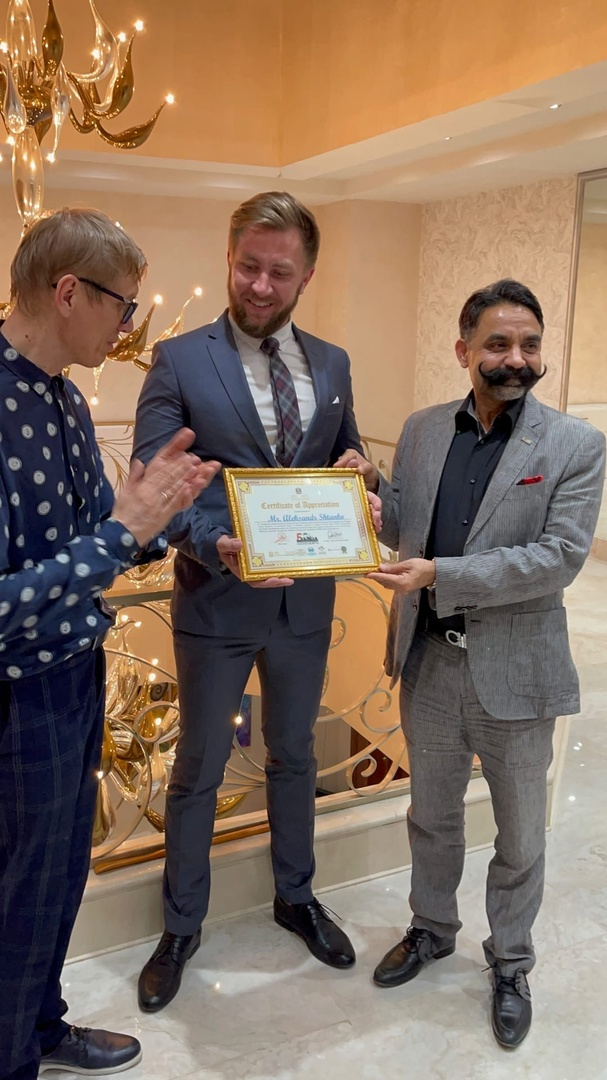
Alexander Shtanko en el momento de la entrega

Alexander nació el 25 de octubre de 1988 en la ciudad Alma Ata, en una familia ordinaria. En 2001 se mudó con sus padres a Belgorod. Alexander en sus años escolares se convirtió en el campeón de Belgorod y Crimea en damas. En 2006 se graduó con honores del Liceo No. 32 en Belgorod, en 2011, se graduó de la Facultad de Derecho de la Universidad Nacional de Investigación del Estado de Belgorod, donde recibió un título en jurisprudencia, un diploma con honores.
En 2014 completó sus estudios de posgrado en la Universidad de Cooperación, Economía y Derecho de Belgorod.
Es un maestro de deportes de clase internacional en levantamiento de pesas para bíceps de la Asociación «Nacional de Powerlifting de Rusia». Cría el hijo de Platón, nacido en 2015.

### Una familia
- Padre — Shtanko Alexey Zhorzhevich abogado
- Madre — Avertseva Marina Georgievna

## Carrera

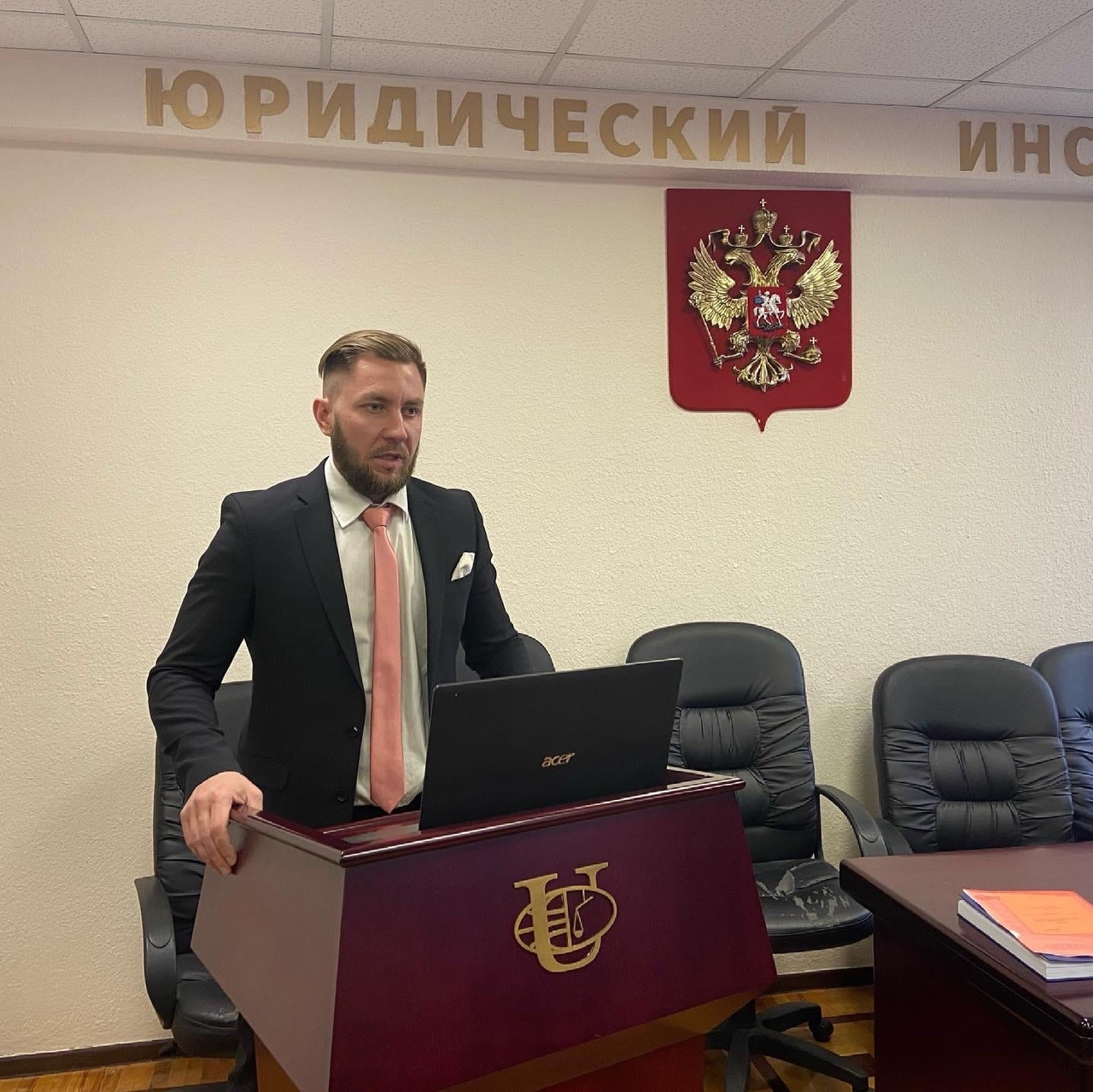
en la conferencia

En 2008, Alexando comenzó a trabajar de profesión como asistente legal. Desde 2010, comenzó a trabajar como abogado corporativo, y desde 2013 es activista de derechos humanos y propietario de la firma de abogados Advokat.
En el transcurso de su actividad, actuó como ponente y conferencista en diversos foros y eventos. En 2020, recibió el título de «Avance del año» en el campo de la jurisprudencia y se convirtió en el abogado del año.
En 2021, Alexander recibió el título de Embajador de Paz de la UPF de la ONU; se convirtió en Defensor de los Derechos Humanos del Año. Es el creador y moderador de la comunidad legal cerrada «Conversación legal Belgorod».

### «Abogado»
Alexander comenzó a dirigir un bufete de abogados que maneja con éxito casos en los tribunales de diferentes ciudades de la Federación Rusa, Se especializa en casos económicos y cuestiones relacionadas con la quiebra de personas jurídicas. Recibió el premio Breakthrough Award 2020 como abogado del año por la revista «Spesial». En 2020 recibió el premio Abogado del Año por su contribución al desarrollo de la práctica del arbitraje, de la firma de abogados internacional «LegalWorld».

### «Derechos»

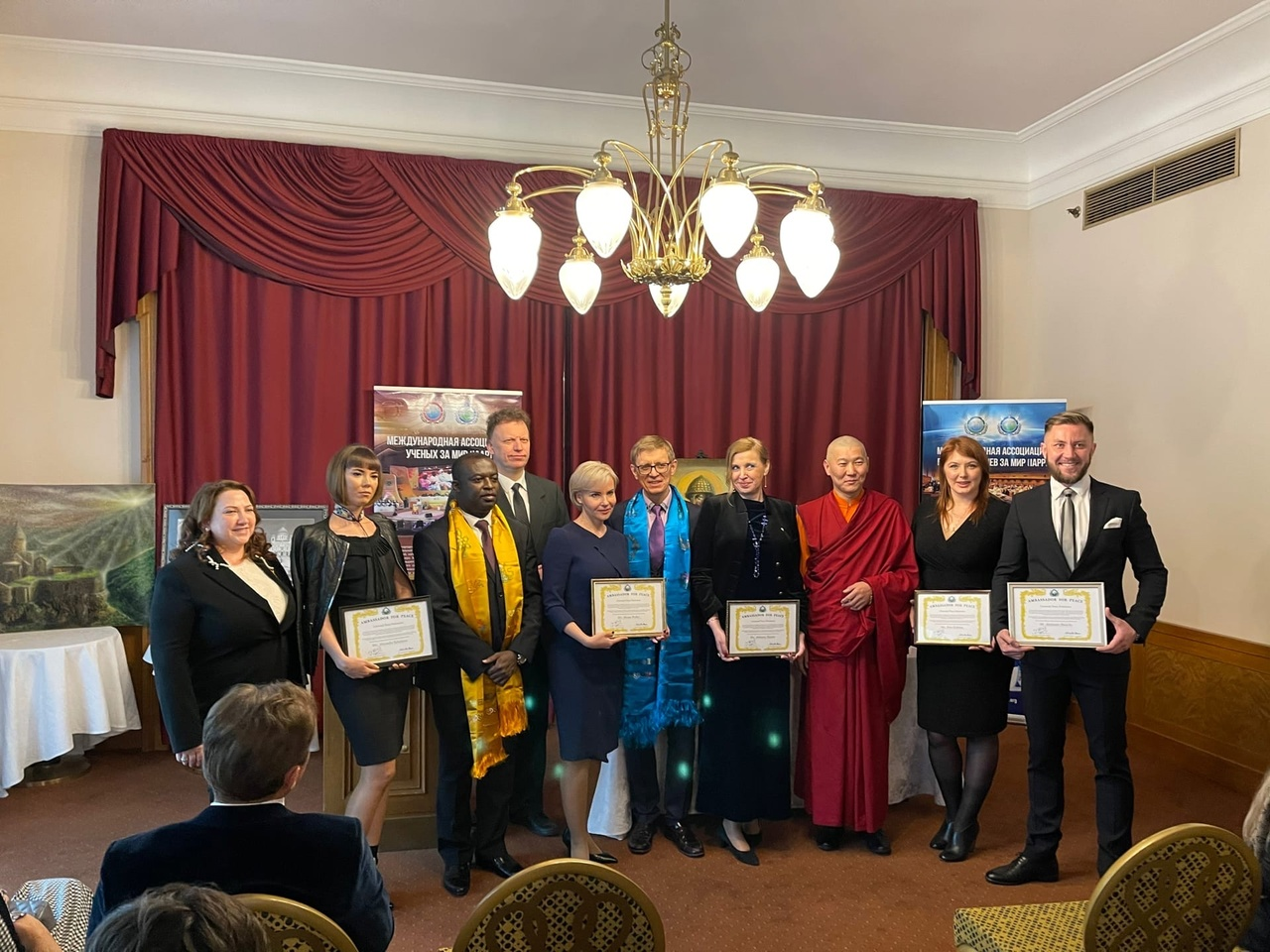
Alejandro en la ceremonia de premiación

En 2021, recibió el premio al activista de derechos humanos del año según la revista brillante «PERSONA». Se especializa en ayudar a las víctimas de abuso, promover el establecimiento en la Federación Rusa de una prohibición judicial de comunicación y acercarse a la víctima a cierta distancia.
Por su contribución al trabajo de derechos humanos en el campo de la protección de víctimas de abuso, recibió el título honorífico de Embajador de Paz de la UPF de la ONU.

### «Altavoz»
Alexander participa como ponente y conferencista en diversos eventos y foros para abogados, abogados y empresarios. Es autor de numerosos artículos científicos y educativos profesionales en revistas y periódicos. También es un experto en canales federales.

## Premios
- "Breakthrough of the Year 2020" en el campo de la jurisprudencia
- "Abogado del Año 2020" - por su contribución al desarrollo de la jurisprudencia arbitral
- Defensor de los Derechos Humanos del Año 2021